# 8523-as mellékút (Magyarország)
A 8523-as számú mellékút egy rövid, nem sokkal több, mint 3 kilométer hosszú, négy számjegyű országos közút Győr-Moson-Sopron vármegye területén; Hegykő község központját köti össze a 85-ös főúttal.

## Nyomvonala
A 85-ös főútból ágazik ki, Hegykő és Nagylózs határvonalától néhány lépésre, de teljesen hegykői területen. Észak-északnyugat felé indul, és alig 50 méter után kiágazik belőle kelet felé a 8522-es út, Fertőszéplak központja felé. Elhalad Rongyosmajor településrész nyugati széle mellett, majd – még az 500-as méterszelvénye előtt, nyílt vágányi szakaszon – keresztezi a Győr–Sopron-vasútvonal nyomvonalát. 2,3 kilométer után éri el a község belterületét, ott a Petőfi Sándor utca nevet veszi fel. Így ér véget a község központjában, beletorkollva a 8518-as útba, annak a 10+700-as kilométerszelvénye közelében.
Teljes hossza, az országos közutak térképes nyilvántartását szolgáló kira.gov.hu adatbázisa szerint 3,346 kilométer.

## Települések az út mentén
- (Nagylózs)
- Hegykő